# Öjsjön, Östergötland
Öjsjön är en sjö i Åtvidabergs kommun i Östergötland och ingår i Storåns huvudavrinningsområde. Sjön har en area på 0,211 kvadratkilometer och ligger 94 meter över havet.

## Delavrinningsområde
Öjsjön ingår i det delavrinningsområde (645090-151845) som SMHI kallar för Inloppet i Båtsjön. Medelhöjden är 93 meter över havet och ytan är 19,57 kvadratkilometer. Räknas de 20 avrinningsområdena uppströms in blir den ackumulerade arean 175,95 kvadratkilometer. Avrinningsområdets utflöde Storån (Fallån) mynnar i havet. Avrinningsområdet består mestadels av skog (72 procent) och jordbruk (13 procent). Avrinningsområdet har 1,04 kvadratkilometer vattenytor vilket ger det en sjöprocent på 5,3 procent. Bebyggelsen i området täcker en yta av 0,23 kvadratkilometer eller 1 procent av avrinningsområdet.
Trots sin litenhet har det gått båttrafik på Öjsjön. Från en järngruva vid Löpgör gick tidigare pråmtrafik med malm till Falerum. 1972-1976 gick en liten ångslup, S/S Elin på sjön.